# Fuþark antico

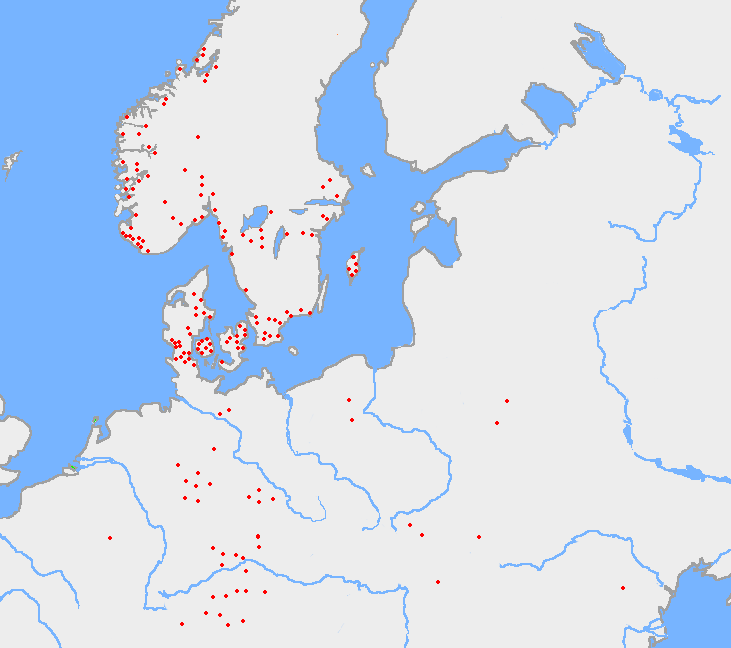
Mappa di alcune località in cui sono state trovate delle incisioni in fuþark antico.

Il fuþark, anche chiamato futhark antico o futhark germanico, è la più antica forma di sistema segnico delle lingue germaniche, utilizzata dalle tribù germaniche nordoccidentali durante le invasioni barbariche tra il II e l'VIII secolo. Il fuþark veniva inciso principalmente su manufatti come: gioielli, amuleti, attrezzi, armi e pietre runiche. In Scandinavia, il sistema dei segni fu semplificato fino a trasformarsi nel fuþark recente a partire dalla fine dell'VIII secolo; mentre, gli Anglosassoni e i Frisoni lo ampliarono finché esso divenne il fuþorc antico-inglese, dopo che il fonema /a/ proto-inglese confluì in /o/ in ambienti nasali.
Al contrario del fuþark recente, che rimase in uso fino in tempi moderni, la capacità di leggere il Fuþark antico fu perduta, e fu solo nel 1865 che lo studioso norvegese Sophus Bugge riuscì a decifrarlo.

## Sistema di segni
Il fuþark antico (così chiamato dai fonemi delle prime sei rune: F, U, Þ, A, R e K) consiste in 24 rune, spesso divise in tre gruppi o ætt di 8 rune ciascuno. Ogni runa è affiancata qui sotto alla sua traslitterazione:
| f | u | þ | a | r | k | g | w |
| h | n | i | j | ï | p | z | s |
| t | b | e | m | l | ŋ | d | o |

La þ corrisponde ai fonemi /θ/ e /ð/. La ï è spesso trascritta come æ, e può corrispondere sia ad un dittongo, sia ad una vocale come /ɪ/ o /æ/. Le altre traslitterazioni corrispondono al loro simbolo IPA.
La più antica lista di rune in questa sequenza è del V secolo ed è stata trovata sulla pietra di Kylver sull'isola di Gotland:
[f]uþarkg[w]hnijpïzstbemlŋdo
Due altre antiche iscrizioni di questo genere sono state trovate su due bratteati, i bratteati di Vadstena e Mariedamm (VI secolo), che mostrano la divisione in tre ætt, con le posizioni di ï-p e o-d invertite rispetto alla pietra di Kylver:
fuþarkgw; hnijïpzs; tbemlŋod
Il bratteato di Grumpan presenta una lista del VI secolo identica a quella degli altri bratteati, ma incompleta:
fuþarkgw ... hnijïp(z) ... tbeml(ŋ)(o)d

## Codificazione
Il fuþark antico è codificato in Unicode nell'intervallo 16A0-16FF. Alcuni font TrueType che mostrano lettere runiche sono lo Junicode, il FreeMono e il FreeRuneCode. Per inserire rune con un computer serve una utility da tastiera; una utility gratuita disponibile con tutti i caratteri del Fuþark antico già installati è chiamata "Elder Fuþark keyboard for Microsoft Windows Archiviato il 12 marzo 2020 in Internet Archive." (versione QWERTY).

## Origini

### Probabile derivazione da alfabeti italici

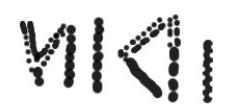
L'iscrizione sulla fibula di Meldorf, del I secolo, costituita da 4 segni. E' dibattuto se debba essere considerata “runica” o in alfabeto latino.

Le rune del fuþark antico sono comunemente ritenute aver avuto origine nella zona dell'antica città di Cuma. L'alfabeto cumano (variante dell'alfabeto greco della zona eubea) è la base degli alfabeti dei popoli italici; le rune derivano da una variante settentrionale (alfabeto etrusco o retico) o dallo stesso alfabeto latino. La derivazione dall'alfabeto greco per mezzo di contatti tra Goti ed Impero Bizantino fu una teoria popolare nel XIX secolo, ma è stata smontata quando le iscrizioni di Vimose sono state datate al II secolo (mentre i Goti sono venuti a contatto dei Greci solamente dal III secolo); viceversa l'alfabeto gotico del IV secolo, che derivò da quello greco, possiede due lettere derivate dalle rune,  (da Jeran) e  (da Uruz).
La forma angolosa delle rune, presumibilmente un adattamento all'incisione su legno o metallo, non è un'innovazione germanica, ma una proprietà condivisa con altri antichi alfabeti, come quelli italici (vedi ad esempio le iscrizioni di Dueno). L'iscrizione sull'elmo di Negau del I secolo a.C. riporta un nome germanico, Hariagastiz, in alfabeto etrusco settentrionale, e potrebbe essere una testimonianza di antichissimi contatti di germanofoni con una scrittura alfabetica. Similmente, la fibula di Meldorf del 50 d.C. può essere qualificata come uso "proto-runico" dell'alfabeto latino da parte di persone che parlavano il proto-germanico. L'alfabeto retico di Bolzano in particolare sembra adattarsi bene alla forma delle rune. La punta di lancia di Kovel', datata intorno al 200 d.C., talvolta utilizzata come prova dell'esistenza di una variante gotica dell'alfabeto runico, porta un'iscrizione tilarids che potrebbe in effetti essere in un alfabeto italico piuttosto che runico, per il fatto che si legge da destra a sinistra e che ha una T ed una D più vicine agli alfabeti latino e etrusco piuttosto che retico o runico.
Le rune f, a, g, i, t, m ed l non mostrano alcuna variazione e sono generalmente accettate come identiche alle lettere latine o italiche F, A, X, I, T, M ed L. C'è anche un grande accordo sul fatto che le rune u, r, k, h, s, b ed o corrispondono direttamente a V, R, C, H, S, B ed O.
Le rune di derivazione incerta possono essere invenzioni originali o adozioni di lettere latine altrimenti inutilizzate. Odenstedt (1990:163) suggerì che tutte le 22 lettere latine dell'alfabeto latino classico (I secolo, a parte la K) vennero adottate (þ da D, z da Y, ŋ da Q, w da P, j da G, ï da Z), con due rune (p e d) che furono invece innovazioni germaniche, ma gli studiosi hanno opinioni contrastanti riguardo alle rune e (da E?), n (da N?), þ (da D o dalla Θ retica?), w (da Q o da P?), ï e z (entrambe, da Z o da Y?), ŋ (da Q?) e d.
Delle 24 rune del fuþark antico attestate nell'iscrizione del V secolo sulla pietra di Kylver, ï, p e ŋ non sono attestate nelle iscrizioni ad essa precedente del periodo 175-400, mentre la runa e compare soprattutto in una forma a Π (la sua tipica forma a M, , diventerà prevalente solo a partire dal V secolo); similmente, la runa s poteva essere costituita da tre () o quattro () linee spezzate (più raramente cinque o più), e solo dal V secolo la variante a tre spezzate diventerà la più comune.
È importante notare che le rune "mature" del VI-VIII secolo tendono ad avere solo tre direzioni possibili per i tratti, la verticale e le due diagonali; iscrizioni più antiche mostrano anche tratti orizzontali, nelle rune e, t, l, ŋ ed h.

### Data d'invenzione e propositi

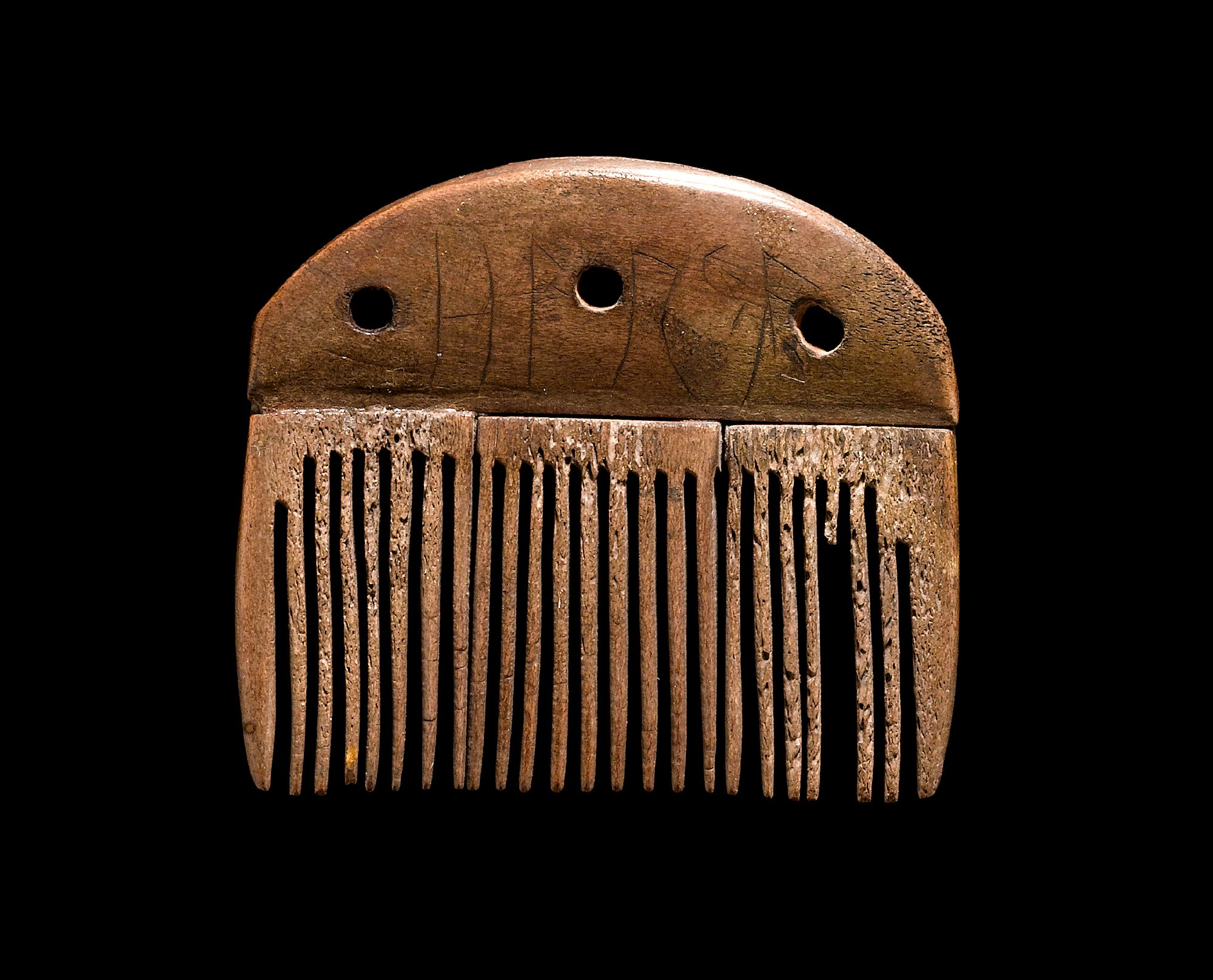
Il pettine di Vimose (il più antico dei sei reperti riportanti le cosiddette iscrizioni di Vimose), datato attorno al 160 d.C., rinvenuto a Fionia, Daninamrca.

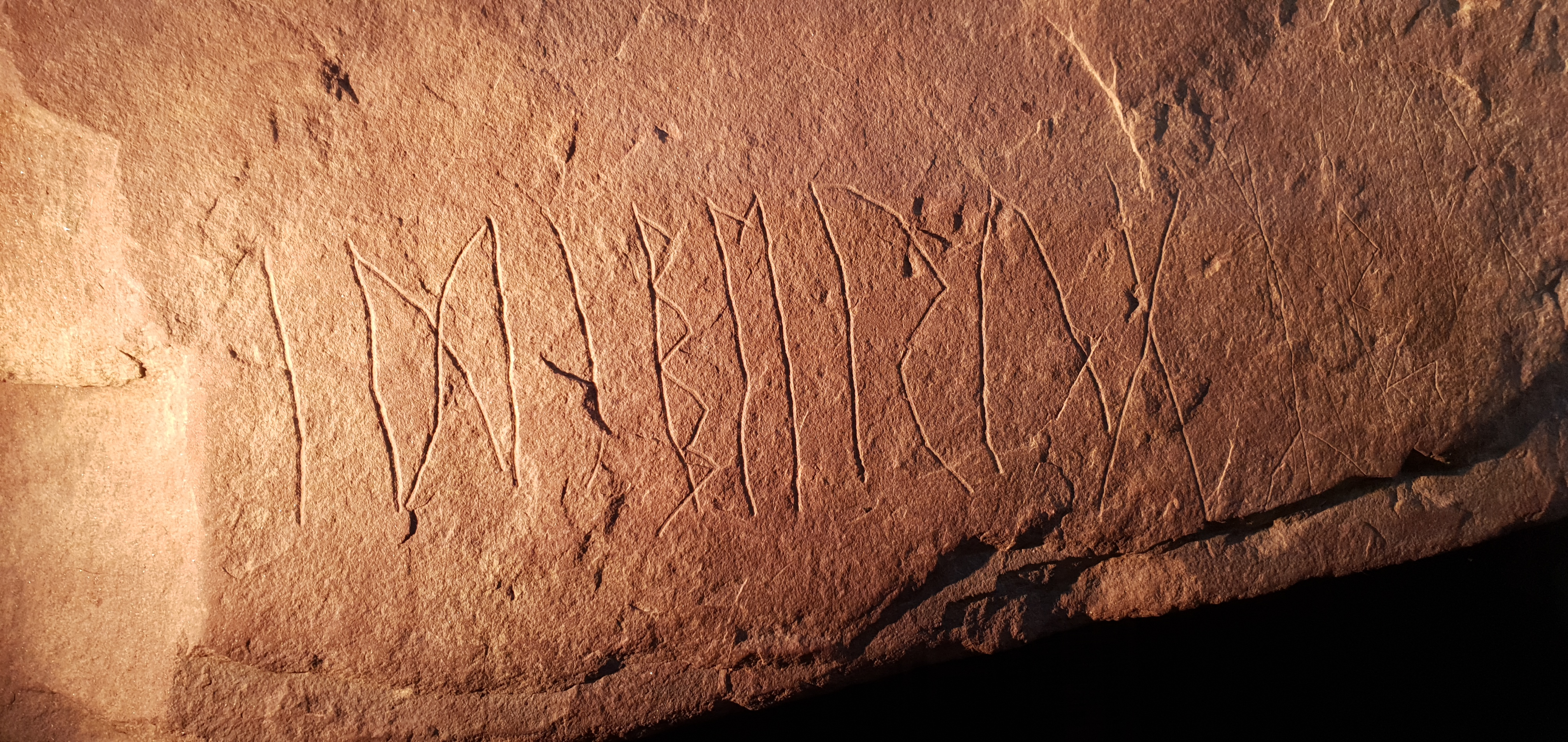
La iscrizione idiberug/n sulla pietra runica di Svingerud, rinvenuta in una necropoli presso il lago Tyrifjorden a nord-ovest ovest di Oslo, datata tra l'anno 1 e 250 d. C.. Se scolpita nella prima parte dell'ampio arco temporale, costituirebbe la più antica iscrizione runica esistente.

C'è generale consenso sul datare la creazione del primo alfabeto runico intorno al I secolo; le stime che la collocano più indietro giungono al I secolo a.C., mentre quelle che la collocano più avanti arrivano ad ipotizzare il II secolo. La questione è quella di stimare la lunghezza del periodo senza ritrovamenti che separa l'invenzione dell'alfabeto dalle iscrizioni di Vimose del 160 d.C. Se almeno una delle due rune ï o z deriva dalla lettera latina Y o Z, come suggerito da Odenstedt, l'ipotesi del I secolo a.C. diventa insostenibile poiché queste due lettere furono introdotte durante il principato di Augusto.
Alcuni studiosi si accontentano di presupporre un periodo senza ritrovamenti di pochi decenni, facendo slittare la data al II secolo (Askeberg 1944:77, cfr. Odenstedt 1990:168). Pedersen (e con lui Odenstedt) suggerisce un periodo di sviluppo di circa un secolo per spiegare la da lui teorizzata derivazione delle forme delle rune þ,  e j,  dai caratteri latini D e G.
L'invenzione dell'alfabeto è stata attribuita ad un unico individuo (Moltke 1976:53) o ad un gruppo di persone che vennero in contatto con la cultura dell'Impero Romano, forse come mercenari nell'esercito romano o come mercanti. L'alfabeto fu chiaramente elaborato per intenti epigrafici, ma vi sono divergenze d'opinioni sul porre l'accento sugli aspetti magici, pratici o semplicemente goliardici (graffiti). Bæksted (1952:134) conclude che nel suo stadio più precoce l'alfabeto runico era un'"imitazione artificiale, goliardica, non veramente necessaria dell'alfabeto romano", proprio come i bratteati germanici furono influenzati dalla valuta romana, un'opinione accettata da Odenstedt (1990:171) alla luce della natura molto primitiva del corpus più antico (II-IV secolo) di iscrizioni.

## Rune
Ogni runa ebbe probabilmente un nome, scelto per rappresentare il suono della runa stessa; i nomi non sono tuttavia attestati direttamente per il fuþark antico. Sono stati prodotti nomi ricostruiti dal proto-germanico, basati su quelli dati alle rune di alfabeti runici più tardi e attestati nei poemi runici e su quelli delle lettere dell'alfabeto gotico; l'asterisco prima del nome della runa indica che si tratta di una ricostruzione non attestata. Le 24 rune del Fuþark antico sono:
| Runa      | UCS | Traslitterazione | IPA      | Nome proto-germanico | Significato                             |
| --------- | --- | ---------------- | -------- | -------------------- | --------------------------------------- |
| f         | ᚠ   | f                | /f/      | *fehu                | "ricchezza, bestiame"                   |
| u         | ᚢ   | u                | /u(ː)/   | ?*ūruz               | "uro" (o *ûram "acqua/scorie"?)         |
| th,þ      | ᚦ   | þ                | /θ/, /ð/ | ?*þurisaz            | "il dio Thor, Jǫtunn"                   |
| a         | ᚨ   | a                | /a(ː)/   | *ansuz               | "Áss (dio)"                             |
| r         | ᚱ   | r                | /r/      | *raidō               | "cavalcata, viaggio"                    |
| k         | ᚲ   | k (o c)          | /k/      | ?*kaunan             | "ulcera"? (o *kenaz "fiaccola"?)        |
| g         | ᚷ   | g                | /ɡ/      | *gebō                | "dono"                                  |
| w         | ᚹ   | w                | /w/      | *wunjō               | "gioia"                                 |
| h · h     | ᚺ ᚻ | h                | /h/      | *hagalaz             | "grandine"                              |
| n         | ᚾ   | n                | /n/      | *naudiz              | "bisogno"                               |
| i         | ᛁ   | i                | /i(ː)/   | *īsaz                | "ghiaccio"                              |
| j         | ᛃ   | j                | /j/      | *jēra-               | "anno, buon anno, raccolto"             |
| ï,ei      | ᛇ   | ï (o æ)          | /æː/(?)  | *ī(h)waz/*ei(h)waz   | "tasso"                                 |
| p         | ᛈ   | p                | /p/      | ?*perþ-              | significato incerto, forse "pero".      |
| z         | ᛉ   | z                | /z/      | ?*algiz              | incerto, forse "alce".                  |
| s · s     | ᛊ   | s                | /s/      | *sōwilō              | "Sole"                                  |
| t         | ᛏ   | t                | /t/      | *tīwaz/*teiwaz       | "il dio Tiwaz"                          |
| b         | ᛒ   | b                | /b/      | *berkanan            | "betulla"                               |
| e         | ᛖ   | e                | /e(ː)/   | *ehwaz               | "cavallo"                               |
| m         | ᛗ   | m                | /m/      | *mannaz              | "Uomo"                                  |
| l         | ᛚ   | l                | /l/      | *laguz               | "acqua, lago" (o forse *laukaz "porro") |
| ŋ · ŋ · ŋ | ᛜ ᛝ | ŋ                | /ŋ/      | *ingwaz              | "il dio Ingwaz"                         |
| d         | ᛞ   | d                | /d/      | *dagaz               | "giorno"                                |
| o         | ᛟ   | o                | /o(ː)/   | *ōþila-/*ōþala-      | "patrimonio, tenuta, beni"              |

I nomi delle rune sono stati scelti in base al primo fonema che compare in essi (principio dell'acrofonia), con l'eccezione di Ingwaz ed Algiz: il suono proto-germanico z della runa Algiz non compare mai all'inizio di una parola; il fonema si trasformò in una r in proto-norreno, traslitterato con R, e si fuse infine con la r in islandese, rendendo la runa superflua. In modo simile, anche il suono ng non compare ad inizio di parola.
La maggior parte dei nomi, sebbene ricostruiti, possono essere assunti con sufficiente certezza nel fuþark antico grazie alla loro occorrenza nei nomi gotici, anglosassoni e norreni. Essi provengono dal vocabolario della vita quotidiana e della mitologia; alcuni sono banali, altri augurali, altri funesti:
- mitologia: tiwaz, Þurisaz, ingwaz, dio, uomo, sole.
- natura ed ambiente: sole, giorno, anno, grandine, ghiaccio, lago, acqua, betulla, tasso, pero, alce, uro, spiga.
- vita quotidiana: uomo, ricchezza/bestiame, cavallo, patrimonio/eredità, scorie, cavalcata/viaggio, anno/raccolto, dono, gioia, bisogno, ulcera/malattia.

## Corpus d'iscrizioni

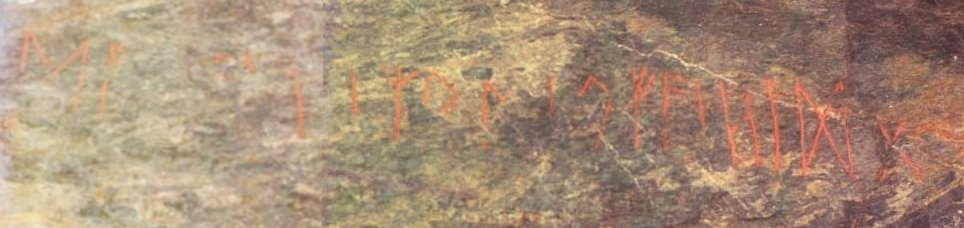
[ek go]dagastir runo faihido, iscrizione sulla pietra runica di Einang (IV secolo).

Le iscrizioni in fuþark antico sono state trovate su manufatti sparsi nella zona tra i Carpazi e la Lapponia, con la maggiore concentrazione in Danimarca. Sono solitamente brevi iscrizioni su gioielli (bratteati, fibule, fibbie di cinture), utensili (pettini) o armi (punte di lancia), e sono state trovate soprattutto in tombe o paludi.

### Iscrizioni scandinave
Parole che compaiono frequentemente in iscrizioni su bratteati con un significato probabilmente magico sono alu, laþu e laukaz; il loro significato è incerto, sebbene alu sia stato associato a "birra", in un contesto rituale, e laukaz a "porro, aglio", in un contesto di fertilità e crescita (nonostante vi sia una sola fonte cristiana e parziale alla definizione di "porro", mentre ogni altra prova assegna a laukaz la definizione "acqua"). Un esempio di iscrizione più lunga si trova su un manico d'ascia del IV secolo trovato a Nydam, nello Jutland: wagagastiz / alu:??hgusikijaz:aiþalataz (wagagastiz, "ospite dell'onda", può essere un nome di persona, il resto è stato letto come alu:wihgu sikijaz:aiþalataz, con il significato provvisorio di "ospite dell'onda/fiamma, da una palude, alu, io, che pronuncio il giuramento, consacro/combatto"; l'oscurità anche delle letture corrette è tipico delle iscrizioni runiche che vanno oltre i semplici nomi personali). Un termine che si trova frequentemente nelle iscrizioni antiche è erilaz, che potrebbe indicare una persona con la conoscenza delle rune, oppure jarl.
L'iscrizione più antica nota oggi è del 160 d.C., ed è stata trovata sul pettine di Vimose scoperto nella palude di Vimose, sull'isola di Fionia: l'iscrizione dice harja, un nome di persona o un epiteto, dal proto-germanico *harjaz (proto-indoeuropeo *koryos) "guerriero", o semplicemente una parola per "pettine" (*hārjaz). Un'altra iscrizione molto antica è stata trovata sul fodero di Thorsberg (200), contenente probabilmente il teonimo Ullr.
Le pietre runiche della Scandinavia cominciano a mostrare la transizione al fuþark recente a partire dal VI secolo, con esempi di transizione come le pietre di Björketorp e Stentoften. All'inizio del IX secolo sia il Fuþark antico che il Fuþark recente erano conosciuti ed usati, come dimostra la pietra di Rök dove l'erilaz li usò entrambi.
L'iscrizione più lunga conosciuta in fuþark antico, ed una delle più recenti, consiste in circa 200 rune ed è stata trovata sulla pietra runica di Eggja (inizio VIII secolo), che potrebbe addirittura contenere una strofa di poesia norrena.
L'astragalo di Caistor, dove si legge raihan ("cervo"), è la più antica iscrizione dell'arcipelago britannico (V secolo, all'inizio dell'era post-romana britannica) e precede le modifiche che porteranno al fuþorc.

### Iscrizioni dell'Europa continentale
Le iscrizioni più antiche (prima del VI secolo) trovate sul continente europeo sono divise in due gruppi: da una parte quelle dell'area della costa del Mare del Nord e della Germania settentrionale (e parte dei Paesi Bassi), associate ai Sassoni ed ai Frisoni (parte del "koinè germanico settentrionale", Martin 2004:173), dall'altra quelle sparse dal corso dell'Oder alla Polonia sud-orientale fino ai Carpazi (ad esempio l'anello di Pietroasele in Romania), associate alle tribù germaniche orientali; questi ultimi scomparvero durante il V secolo, al tempo del contatto dei Goti con l'Impero Romano e la loro conversione al cristianesimo.
In questo primo periodo non c'era alcuna tradizione runica specifica dei Germani orientali; questo cambiò dall'inizio del VI secolo, e per circa un secolo (520-620) emerse una "provincia runica" alemannica (Martin 2004), con esempi su fibule, parti di armi e fibbie di cinture. Come nel caso delle tribù germaniche orientali, l'uso delle rune diminuì con la cristianizzazione, nel caso degli Alemanni nel corso del VII secolo.

### Distribuzione
Ci sono circa 350 iscrizioni in fuþark antico conosciute (Fischer 2004:281). Lüthi (2004:321) identifica un totale di circa 81 iscrizioni note nell'Europa centrale (Germania, Austria, Svizzera) e circa 267 dalla Scandinavia: le cifre esatte sono dibattute a causa di alcune sospette contraffazioni e di alcune iscrizioni dubbie (identificate da alcuni come rune, da altri come graffi accidentali, ornamenti o lettere latine). 133 iscrizioni scandinave sono su bratteati (sono invece solo 2 nell'Europa centrale) e 65 sono su pietre runiche (nessuna nell'Europa centrale); le iscrizioni non scandinave sono soprattutto su fibule (43, mentre sono 15 in Scandinavia). Le pietre runiche scandinave appartengono al periodo tardo del fuþark antico, e precedettero il boom delle pietre medievali in Fuþark recente (circa 6 000 esemplari rimasti).
Le iscrizioni in fuþark antico erano rare, con molti pochi letterati attivi, in rapporto alla popolazione totale in ogni periodo, perciò la conoscenza di tali rune doveva essere un vero e proprio "segreto" durante le invasioni barbariche. Delle 366 lance ritrovate ad Illerup Ådal, solo 2 recano iscrizioni; una proporzione simile è stata stimata per l'Alemannia, con un ritrovamento ogni 170 tombe scavate circa (Lüthi 2004:323).
Stime del numero totale di iscrizioni prodotte è basato sulla stima runologica minima di 40 000 (10 persone che fanno 10 iscrizioni all'anno per 400 anni); il numero reale con ogni probabilità fu considerevolmente più alto. Le iscrizioni dell'Europa centrale note che risalgono all'80 d.C. provengono da circa 100 000 tombe; con un totale stimato di 50 000 000 di tombe (basato su stime di densità di popolazione), qualcosa come 80 000 iscrizioni sarebbero state prodotte in totale dal solo territorio dei Merovingi (e forse quasi 400 000 in totale, portando i reperti moderni allo 0,1% del corpus totale), e Fischer (2004:281) stima una popolazione di alcune centinaia di letterati attivi lungo il periodo del fuþark antico, con un picco di 1 600 durante il "boom runico" degli Alemanni del VI secolo.

### Elenco di iscrizioni
Da Looijenga (1997) e Lüthi (2004).
- Scandinavia
  - I periodo (150-550 d.C.)
    - Iscrizioni di Vimose (6 oggetti, 160–300)
    - Punta di lancia di Gotland (circa 180), gaois
    - Punta di lancia di Ovre Stabu (circa 180), raunijaz
    - Iscrizioni di Illerup (9 oggetti)
    - Corni d'oro di Gallehus (circa 400)
    - Pietra runica di Einang (400)
    - Pietra runica di Kylver (400)
    - Pietra runica di Rö (400-450)
    - Pietra runica di Kalleby (V secolo)
    - Pietra runica di Möjbro (400-550)
    - Pietra runica di Järsberg (500-550)
    - Pietra runica di Hogganvik (V secolo)

  - Bratteati: totale 133 (vedi anche Alu)
    - Seeland-II-C (500)
    - Bratteato di Vadstena
    - Bratteato di Tjurkö

  - II periodo (550–700)
    - Pietra runica di Skåäng (VI secolo?)
    - Pietra runica di Björketorp
    - Pietra runica di Gummarp
    - Pietra runica di Istaby
    - Pietra runica di Stentoften
- Europa sud-orientale (200–550)
  - Iscrizioni runiche gotiche (200–350)
- Iscrizioni dell'Europa continentale (soprattutto Germania; 200–700): 50 leggibili, 15 illeggibili (39 spille, 11 parti d'armi, 4 suppellettili e fibbie, 3 pezzi di cinghia, 8 altri)
  - Fodero di Thorsberg (200)
  - Fibula di Bülach
  - Fibula di Charnay
  - Fibula di Nordendorf
  - Fibbia di Pforzen
- Inghilterra e Frisia (300–700): 44; vedi la voce Fuþorc.